# 塞尔迪尼亚
塞尔迪尼亚（法語：Serdinya，法語發音：[sɛʁdiɲa] ⓘ）是法国东比利牛斯省的一个市镇，位于该省中部略偏西，属于普拉德区。

## 地理
塞尔迪尼亚（42°34'5"N, 2°19'18"E）面积16.91 平方千米，位于法国奧克西塔尼大區东比利牛斯省，该省份为法国大陆部分最南部的省份，涵盖了北加泰罗尼亚，北起奥德省，西接阿列日省和安道尔，南与西班牙接壤，东临地中海。
与塞尔迪尼亚接壤的市镇（或旧市镇、城区）包括：科纳、孔夫朗自由城、菲亚、埃斯卡罗、奥莱特、瑞若尔斯、诺埃德。
塞尔迪尼亚的时区为UTC+01:00、UTC+02:00（夏令时）。

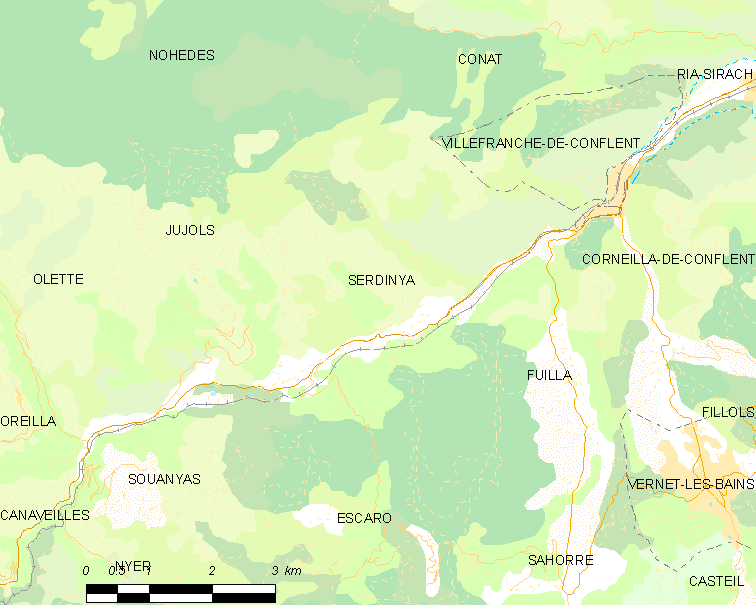
塞尔迪尼亚的OSM定位图

## 行政
塞尔迪尼亚的邮政编码为66360，INSEE市镇编码为66193。

## 政治
塞尔迪尼亚所属的省级选区为加泰罗尼亚比利牛斯县。

## 人口

1962-2008年间塞尔迪尼亚人口变化图示

塞尔迪尼亚于2022年1月1日时的人口数量为233人。